# سفر التكوين (فلم 1999)
سفر التكوين (بالفرنسية: La genèse) هو فيلم دراما فرنسي مالي صدر سنة 1999 وأخرجه الشيخ عمر سيسوكو. يُغطي الفيلم الفصول من 23 إلى 37 من كتاب سفر التكوين، وقد تشكل طاقم التمثيل من مُمثلين أفارقة فقط. عُرض الفيلم ضمن فئة نظرة ما في مهرجان كان السينمائي 1999.

## طاقم التمثيل
- سوتيغوي كوياتي في دور يعقوب.
- ساليف كيتا في دور عيسو.
- بالا موسى كيتا في دور هامور.
- فاتوماتا ديوارا في دور دينا.
- ميمونة هيلين ديارا في دور ليا.
- بلا حبيب ديمبيلي في دور حبيبو ديمبيلي.
- ماغما كوليبالي.
- عمر ناموري كيتا.

## الاستقبال النقدي
وصفت ديبورا يونغ في مقالتها على مجلة فارايتي، وصفت الفيلم بأنه «أحد أكثر تجارب المُشاهدة تحديًا في مهرجان كان هذا العام. . . سيناريو جان لوي ساغو دورفورو كثيف وشاعري للغاية...». كما أشادت بالتصوير السينمائي والأزياء والموسيقى.
وصف كيفين هاكوبيان، كبير المحاضرين في الدراسات الإعلامية في جامعة ولاية بنسلفانيا، الفيلم بأنه «تحفة فنية من الحركة السينمائية الحديثة التي يقودها الأفارقة في الشتات».

## روابط خارجية
مقالات تستعمل روابط فنية بلا صلة مع ويكي بيانات